# NGC 435
NGC 435 (również PGC 4434 lub UGC 779) – galaktyka spiralna (Scd), znajdująca się w gwiazdozbiorze Wieloryba. Odkrył ją Albert Marth 23 października 1864 roku.